# Elise Sundt
Elisabeth „Elise“ Sundt (* 11. März 1928 in Wien; † 20. August 2005 ebenda) war eine österreichische Architektin.

## Leben und Wirken
Elisabeth Sundt wurde am 11. März 1928 in Wien geboren und begann nach absolvierter Schulausbildung, von ihrem Vater, einem Architekten, gefördert, ein Architekturstudium an der Technischen Hochschule Wien, das sie im Jahre 1952 mit dem Diplom abschloss. Während ihres Studiums lernte sie auch ihren späteren Ehemann, der danach in der gleichen Branche tätig wurde, kennen. Als Werkstudentin arbeitete sie auf Baustellen wie dem Ennskraftwerk Mühlrading (Ennskraftwerke AG), beim Kunsthistorischen Museum Wien oder beim Hochhausbau am Margaretengürtel mit. Nach beendigtem Studium war die Diplomingenieurin als stellvertretende Leiterin der Unimac (kurz für die zu dieser von Rudolf Maculan geleitete Baugesellschaft Universale-Hofman & Maculan), zu dieser Zeit eine der großen Auslandsbaugesellschaften, in Wien tätig. Gleichzeitig war sie auch die Leiterin der Planungsabteilung des Unternehmens. Während ihres dortigen Wirkens wurden unzählige große Bauvorhaben geplant und gebaut. Hauptaufgabengebiet war zu dieser Zeit das Königreich Afghanistan, jedoch war sie auch an Bautätigkeiten in anderen Ländern und in ihrer Heimat Österreich beschäftigt. Vorwiegend wurden von ihr Industrieanlagen, Krankenhäuser, Verwaltungs-, Büro- und Bankgebäude geplant; außerdem plante sie die Telefonzentrale und königliche neue Außenministerium in Kabul und arbeitete an der Altstadtsanierung. Des Weiteren war sie mit dem Unternehmen an Hotel- und Kinoprojekten, sowie dem Bau von Kraftwerksanlagen, Druckstollen und einer Brücke bei Baghlan beteiligt.
So leistete sie unter anderem Pionierarbeit bei Projekten wie dem Bau von Fabriken und Hallen in einfacher Fertigteilbauweise unter Berücksichtigung der örtlich gegebenen Erdbebengefahr. Weiters war Sundt in der Patententwicklung tätig; dabei unter anderem beim U-Bahnröhrensystem ihrer Heimatstadt, beim Spanndrahtdach oder in der Produktentwicklung. Ab dem Jahre 1957 führte sie ihr eigenes Architekturbüro, mit dem sie Demonstrationsbauten für ein sogenanntes „Österreichisches Normpost- und Wählamt“ mit einem Volumen von 200 Einheiten in vier verschiedenen Typen für einen genormten betrieblichen Ablauf entwickelte und plante. Später widmete sie sich der Entwicklung von Schul- und Krankenhauspavillons, die sie demontabel und wieder verwendbar plante. Im Jahre 1962 entstand in Massivfertigteilbauweise die erste mehrgeschoßige schlüsselfertige Schulanlage für die Stadt Wien in der Rockhgasse. Zu ebendieser Zeit war Sundt auch mit der technisch-geschäftlichen Oberleitung für zwei weitere große Schulprojekte in Wien betraut, um dort ihr Know-how in der Realisierungstechnik umzusetzen. Eines dieser Projekte war die damalige Volks- und Hauptschule in der Roda-Roda-Gasse 3 im 21. Wiener Gemeindebezirk. Als federführende Architektin in einer Wiener Architektengruppe wurde in den Jahren 1971/72 ein erster größerer Experimentalbau in der Per-Albin-Hansson-Siedlung Ost realisiert.
In den Jahren 1977/78 war sie an Umbauarbeiten des denkmalgeschützten Barockhauses „Zum grünen Kranz“ in der Taborstraße 23 im 20. Bezirk beteiligt, wobei ein benachbarter Neubau und eine gemeinsame Tiefgarage entstand. Weiters entstanden ein Bankpavillon im 20. Wiener Gemeindebezirk, das Adalbert-Stifter-Straßen-Privathaus in Niederösterreich, verschiedenste Bauten und Projekte für die Gendarmerie, die Postverwaltung in Forchtenau bei Forchtenstein, das Amtshaus in Retz, Geschäftslokale, Einfamilienhäuser, Biedermeiervillen, Spitalsküchenanlagen, Bankfilialen und andere Bauten. Im Jahre 1981 wurde die damals 53-Jährige ehrenhalber zum Baurat ernannt. Darüber hinaus war Sundt ein langjähriges Mitglied des Sektionsvorstandes der Wiener Architekten und verschiedener Ausschüsse.
Am 20. August 2005 starb Elise Sundt im Alter von 77 Jahren in ihrer Heimatstadt Wien und wurde am 2. September 2005 im Familiengrab am Ottakringer Friedhof (Gruppe 37, Reihe 4, Nummer 3) beerdigt.

## Sonstiges
Eine hauptsächlich in Deutsch gehaltene Sammlung mit Schriftstücken, Publikationen und Dokumenten Sundts aus den Jahren 1972 bis 1988 befindet sich in der Special-Collections-Abteilung der Newman Library der Virginia Tech.
Im Jahre 2019 fand im Kuppelsaal der Technischen Universität Wien eine, jedoch nicht durchgängig besuchbare, Ausstellung über die Pionierinnen der Architektur an der TH / TU Wien statt. Neben Elise Sundt sind bei dieser Ausstellung zahlreiche weitere Architektinnen wie Lucia Aichinger, Karola Bloch, Elizabeth Close, Dora Gad, Adelheid Gnaiger, Gusti Hecht, Ilse Koci, Helene Koller-Buchwieser, Brigitte Kundl, Edith Lassmann, Eva Mang-Frimmel, Ulrike Manhardt, Lionore Perin-Regnier, Melita Rodeck, Dita Roque-Gourary, Helene Roth und Slawa Walewa-Coen vertreten.
Im Wiener Stadtviertel Neues Landgut wurde der 3000 Quadratmeter große Elisabeth-Sundt-Platz nach ihr benannt.